# Jean Laroyenne
Jean Laroyenne, född 6 mars 1930 i Lyon, död 13 februari 2009 i Lyon, var en fransk fäktare.
Laroyenne blev olympisk bronsmedaljör i sabel vid sommarspelen 1952 i Helsingfors.